# C/1975 V2 (Bradfield)
C/1975 V2 (Bradfield) ist ein Komet, der um den Jahreswechsel 1975/1976 mit dem bloßen Auge gesehen werden konnte.

## Entdeckung und Beobachtung
Der Komet wurde am Morgen des 12. November 1975 (Ortszeit) von William A. Bradfield in Australien mit einem 150-mm-f/5,5-Refraktor entdeckt. Es war seine vierte Kometenentdeckung, nur acht Monate nach seiner letzten. Er hatte in diesem Zeitraum insgesamt 106 Stunden nach Kometen gesucht. Bradfield schätzte die Helligkeit des Kometen zu etwa 10 mag. Er war zunächst nur von der Südhalbkugel aus zu beobachten.
Zum Zeitpunkt seiner Entdeckung war der Komet noch 1,11 AE von der Sonne und 1,26 AE von der Erde entfernt. Bis Ende November, als der Komet seine größte südliche Deklination erreichte, war seine Helligkeit bis auf etwa 8 mag angewachsen und bis zur ersten Dezemberwoche auf etwa 7 mag. Um die Zeit seines Vorbeigangs an der Sonne war der Komet für einige Zeit nicht zu beobachten, bis er dann gegen Ende Dezember auch für Beobachter auf der Nordhalbkugel sichtbar wurde. Es wurden Beobachtungen mit 3–4 mag berichtet mit einem Schweif von unter 1° Länge.
Danach sank die Helligkeit schnell wieder ab, bis Ende Januar war sie bereits wieder auf 10–11 mag gefallen. Die letzte Beobachtung erfolgte am 9. Februar 1976.

## Wissenschaftliche Auswertung
Für diesen Komet wurde nach dem Kometen C/1973 E1 (Kohoutek) zum zweiten Mal überhaupt im Voraus die Sichtbarkeit eines Gegenschweifs errechnet, der ab Ende Dezember für einige Wochen auftreten sollte. Dieser wurde dann auch Anfang Januar 1976 photographisch nachgewiesen, woraus Aussagen zur Staubproduktion des Kometen abgeleitet werden konnten.

## Umlaufbahn
Für den Kometen konnte aus 81 Beobachtungsdaten über einen Zeitraum von 88 Tagen eine temporär hyperbolische Umlaufbahn bestimmt werden, die um rund 71° gegen die Ekliptik geneigt ist. Die Bahn des Kometen verläuft damit steil angestellt zu den Bahnebenen der Planeten. Im sonnennächsten Punkt der Bahn (Perihel), den der Komet am 21. Dezember 1975 durchlaufen hat, befand er sich mit 32,7 Mio. km Sonnenabstand weit innerhalb der Umlaufbahn des sonnennächsten Planeten Merkur. Bereits am 30. November hatte er sich der Venus bis auf etwa 109,5 Mio. km genähert und am 1. Dezember war er der Erde bis auf etwa 158,3 Mio. km (1,06 |AE) nahegekommen. Nur etwa drei Stunden nach seinem Periheldurchgang erreichte er mit etwa 44,0 Mio. km die größte Annäherung an den Merkur. Am 9. Januar 1976 kam er der Erde noch einmal bis auf etwa 160,6 Mio. km (1,07 AE) nahe.
In einer Untersuchung von 1978 fanden B. Marsden, Z. Sekanina und E. Everhart aus 70 Beobachtungen über einen Zeitraum von 74 Tagen für die ursprüngliche Bahn vor dem Durchlaufen des inneren Sonnensystems noch eine hyperbolische Form, allerdings lag die Bahnexzentrizität sehr nahe bei 1, und eine ursprünglich elliptische Bahn wurde als möglich angesehen, wenn zusätzlich nicht-gravitative Einflüsse berücksichtigt worden wären. Für die zukünftige Bahn des Kometen wurde eine geschlossene elliptische Form mit einer Umlaufzeit in der Größenordnung von 23.500 Jahren ermittelt.
Obwohl einige Astronomen einen interstellaren Ursprung dieses Kometen vermuteten, kam Ľ. Kresák in seiner Bewertung 1992 zum Schluss, dass für den Kometen Bradfield eine möglich erscheinende hyperbolische Bahnform allein in der Unsicherheit der Bahnbestimmung begründet sei und kein interstellarar Ursprung angenommen werden könne. Dies wurde 2001 durch eine Untersuchung von M. Królikowska bestätigt.
In einer neueren Untersuchung konnte Królikowska 2020 aus 84 Beobachtungsdaten über einen Zeitraum von 88 Tagen mehrere Sätze von Bahnelementen bestimmen, und zwar einmal unter alleiniger Berücksichtigung von gravitativen Effekten und dann auch unter Berücksichtigung nicht-gravitativer Effekte. Diese Untersuchung zeigte für die rein gravitative Berechnung zwar tendenziell ähnliche Ergebnisse wie die von Marsden. Bei Berücksichtigung nicht-gravitativer Effekte ergab sich jedoch im Gegensatz zu Marsdens Ergebnissen auch für die ursprüngliche Bahn des Kometen eine definitiv geschlossene elliptische Form. Die folgenden Aussagen beruhen auf den nicht-gravitativen Bahnelementen „n5“ von Królikowska. Der Komet bewegte sich demnach lange vor seiner Annäherung an das innere Sonnensystem auf einer extrem langgestreckten elliptischen Bahn mit einer Exzentrizität von etwa 0,99992 und einer Großen Halbachse von etwa 2900 AE. Er hatte damit eine Umlaufzeit in der Größenordnung von 160.000 Jahren. Der Komet war ein „dynamisch alter“ Komet, d. h. er kam zuvor bereits mindestens einmal in Sonnennähe. Durch die nicht-gravitativen Effekte beim nahen Vorbeigang an der Sonne und durch die Anziehungskraft der Planeten, insbesondere während einiger relativ naher Vorbeigänge am Saturn am 31. Dezember 1973 in nur etwa 2 ⅓ AE und am 23. Oktober 1976 in etwa 7 ¼ AE Abstand, sowie am Jupiter am 18. November 1975 in etwa 5 AE und am 24. Februar 1977 in knapp 3 AE Distanz, wurde die Exzentrizität auf einen Wert von etwa 0,99980 und die Große Halbachse auf etwa 1100 AE verringert. Der Komet könnte nach etwa 36.500 Jahren wieder in das innere Sonnensystem zurückkehren. Diese Werte besitzen allerdings eine hohe Unsicherheit.